# Hongmen (köping i Kina, Henan)
Hongmen (kinesiska: 洪门, 洪门镇) är en köping i Kina. Den ligger i provinsen Henan, i den centrala delen av landet, omkring 62 kilometer nordost om provinshuvudstaden Zhengzhou. Antalet invånare är 112 142. Befolkningen består av 58 960 kvinnor och 53 182 män. Barn under 15 år utgör 10,0 %, vuxna 15-64 år 85 %, och äldre över 65 år 4,0 %.
Genomsnittlig årsnederbörd är 656 millimeter. Den regnigaste månaden är juli, med i genomsnitt 175 mm nederbörd, och den torraste är januari, med 3 mm nederbörd.